# Monumento al Carabiniere
Il monumento al Carabiniere è una scultura di Luciano Minguzzi posta in piazza Diaz a Milano.

## Descrizione dell'opera
La scultura in acciaio raffigura una granata infiammata, simbolo dell'arma dei Carabinieri.
Alta circa dieci metri e pesante tredici tonnellate, la statua fu commissionata all'autore nel 1972. Fu collocata in piazza Diaz il 3 dicembre 1981
Il monumento fu inaugurato domenica 13 dicembre 1981 da Giovanni Spadolini, all'epoca presidente del Consiglio.